# 長管槍械

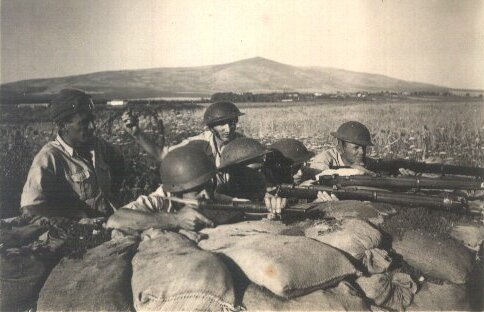
持長管槍的步兵

長管槍或長銃（英語：long gun）是有较長身管的槍械或大砲。在小火器方面泛指除了手槍外的中大型槍械，特徵是設有槍托和較長的槍管，適宜在中遠距離作精確射擊或提供強大的火力，也是槍械的主流，包括了步槍、霰彈槍和輕機槍，但最重型的重機槍因為難以單人使用，所以常只設槍座而不設槍托。卡賓槍（包括衝鋒槍）雖然較短小，但一般仍然有槍托和長槍管，所以仍屬於長管槍之列。
在重火器方面，是指與榴彈砲、臼砲一類短管砲相對面的長管砲。
以下長管槍械的例子包含:突擊步槍、戰鬥步槍、衝鋒槍、散彈槍、輕機槍、精確射手步槍、狙擊步槍。